# Чем'якіна
Чем'я́кіна (рос. Чемякина) — присілок у складі Каргапольського району Курганської області, Росія. Входить до складу Чашинської сільської ради.
Населення — 64 особи (2010, 135 у 2002).
Національний склад населення станом на 2002 рік: росіяни — 90 %.